# Эггби, Дэвид
Дэвид Эггби (англ. David Eggby; род. 1950, Лондон) — британский и австралийский кинооператор. Он родился в 1950 году в Лондоне, но жил в Мельбурне (Австралия) с самого детства. Он получил награды «Оператора года» (2001) и «Золотой штатив» от «Общества Австралийских Операторов», обе за фильм «Чёрная дыра». Его самый недавний фильм в котором он участвовал называется «Тайна Мунакра». Начиная свою карьеру оператора для королевского австралийского военно-морского флота, Эггби переехал работать в австралийскую теле-производственную компанию Кроуфордов, работая в таких шоу как «Убийство» и «Полиция Мэтлока». Счастливым прорывом в кино для Эггби был высоко-бюджетный боевик «Безумный Макс».

## Фильмография
- 2:22 / 2:22 (2017)
- Риддик / Riddick (2013)
- Железный рыцарь / Ironclad (2011)
- Тайна Мунакра / The Secret of Moonacre (2008)
- Суперпёс / Underdog (2007)
- Морской пехотинец / The Marine (2006)[4]
- Бешеные скачки / Racing Stripes (2005)[5]
- Евротур / Eurotrip (2004)
- Скуби-Ду / Scooby-Doo (2002)[6]
- Чёрная дыра / Pitch Black (2000)[7]
- Бриллиантовый полицейский / Blue Streak (1999)
- Вирус / Virus (1999)[8]
- Дневной свет / Daylight (1996)
- Сердце дракона / Dragonheart (1996)
- Дракон: История жизни Брюса Ли / Dragon: The Bruce Lee Story (1993)
- Крепость / Fortress (1992)[9]
- Харли Дэвидсон и Ковбой Мальборо / Harley Davidson and the Marlboro Man (1991)[10]
- Чернокнижник / Warlock (1989)[11]
- Кровь героев / The Blood of Heroes (1989)[12]
- Безумный Макс / Mad Max (1979)[3]